# Alice Bucher
Alice Bucher (* 26. März 1898 in Olten, Schweiz, heimatberechtigt in Mümliswil-Ramiswil; † 1. August 1991 in Luzern) war Leiterin des Bucher Verlags, Herausgeberin der Luzerner Neusten Nachrichten (LNN) und Mäzenin.

## Leben und Wirken
Alice Bucher war die Tochter des Lokomotivführers Arnold Haefeli. Nach ihrem Handelsdiplom begann sie 1926 als Sekretärin im C. J. Bucher Verlag in Luzern. Vier Jahre später heiratete sie den geschiedenen Verleger Carl Josef Bucher (1873–1950). Er war bis 1941 Vorstandsmitglied des Luzerner Gewerbeverbands.
Alice Bucher übernahm nach dem Schlaganfall ihres Mannes im Juni 1941 die Leitung der C. J. Bucher AG. Anfangs leisteten Buchers Söhne aus erster Ehe Widerstand. Sie verlegte die Druckerei nach Adligenswil und baute den Verlag kontinuierlich aus. Bekannt wurde dieser durch Bild- und Dokumentationsbände. Bucher war Herausgeberin der Luzerner Neusten Nachrichten und verschiedener Fach- und Publikumszeitschriften, zu denen die Fotozeitschrift «Camera» gehörte. Im Alter von 75 Jahren verkaufte sie 1973 das Unternehmen an Ringier.
Im Jahr 1988 schenkte Bucher der Stadt Luzern 960'000 Franken für die Durchführung eines Wettbewerbs für das Kultur- und Kongresszentrum Luzern (KKL). Den Wettbewerb gewann der französische Architekt Jean Nouvel.
Alice Bucher starb am 1. August 1991 in Luzern.

## Fussnoten
1. 1 2 3  Max Huber: Alice Bucher. In: Historisches Lexikon der Schweiz. (abgerufen am 26. Januar 2021)
2. 1 2  Max Huber: Carl Josef Bucher. In: Historisches Lexikon der Schweiz. (abgerufen am 26. Januar 2021)

| Personendaten    | Personendaten                    |
| ---------------- | -------------------------------- |
| NAME             | Bucher, Alice                    |
| KURZBESCHREIBUNG | Schweizer Verlegerin und Mäzenin |
| GEBURTSDATUM     | 26. März 1898                    |
| GEBURTSORT       | Olten, Schweiz                   |
| STERBEDATUM      | 1. August 1991                   |
| STERBEORT        | Luzern, Schweiz                  |